# 雀の学校
「雀の学校」（すずめのがっこう）は、日本の童謡。作詞は清水かつら、作曲は弘田龍太郎。
雀の先生がムチを振るって命令し、生徒の雀は自己思想を禁じ国策に向かって突き進む事を歌っているとされ、雀のたった1つの鳴き声である「チイパッパ」を比喩的表現として、全ての日本国民が1つの言葉を胸に日本国を守ろうとすることも同時に歌ってあり、帝国主義的な表現を含めて描いているという見方があるが、それに否定的な見方もある。
初出は雑誌『少女号』1922年（大正11年）2月号。同誌の大正10年12月号を初出とする情報は、与田凖一編『日本童謡集』（岩波文庫、1957年）を筆頭に多くの文献に見られるが、誤りである。
作詞の清水かつらが1951年没、作曲の弘田龍太郎が1952年没なので著作権の保護期間が満了し、歌詞も楽曲もパブリックドメインとなっている。

## 歌詞
（甲・乙）チィチィパッパ　チィパッパ
（甲）雀の学校の　先生は　鞭をふりふり　チィパッパ
（乙）生徒の雀は　輪になって　お口をそろえて　チィパッパ
（甲）まだまだいけない　チィパッパ　も一度一緒に　チィパッパ
（甲・乙）チィチィパッパ　チィパッパ

## アレンジ版
- 平川唯一による英訳詞「スパロウ スクール（雀の学校）」(Sparrow School) が存在し、平川唯一と佐々川浩子、日本ビクター児童合唱団の歌でビクターから発売された。SPレコード「カム カム エヴリボディ（みんな来い）」（規格品番：V-40004）のB面に収録[5][6]。